# Mansfield Park (téléfilm)
Pour les articles homonymes, voir Mansfield Park (homonymie).
Mansfield Park est un téléfilm de 94 min, diffusé sur ITV le 18 mars 2007 (de 21 à 23 h à cause des coupures publicitaires), dans le cadre de la « Saison Jane Austen ». Réalisé par Iain B. MacDonald, produit par Suzan Harrison, il est adapté par 
Maggie Wadey du roman éponyme de Jane Austen, publié en 1814. Il a été entièrement tourné à Newby Hall, une demeure des XVIIe et XVIIIe siècles située dans le Yorkshire du Nord.

## Résumé
Pendant le générique, on voit Fanny, 10 ans, arriver dans la riche famille de son oncle, tandis qu'en voix off elle raconte d'où elle vient, ajoutant : « On m'avait appris à bien me tenir, à me montrer reconnaissante. J'étais la parente pauvre et on me le faisait sentir ». Intimidée et effrayée, elle éclate en sanglots et s'enfuit en courant, sous le regard désapprobateurs des adultes, choqués de ce manque de politesse et dubitatifs sur sa capacité à évoluer.
Le passage des années est symbolisé par la succession de deux scènes où l'on voit Fanny, enfant puis jeune fille, jouer au volant avec Edmund sur la pelouse de Mansfield, tandis qu'en voix off elle évoque le comportement des divers membres de la famille à son égard, et le tendre sentiment qu'elle ressent pour Edmund.
L'action proprement dite commence quand Sir Thomas réunit la famille pour lui annoncer son départ pour Antigua, et ses consignes pour le temps de son absence. Ce départ est vécu comme une délivrance. Fanny se dit heureuse, mais l'arrivée des Crawford, bien décidés à tester leurs charmes sur la famille, sème le trouble. Mary Crawford, à défaut de Tom, fait du charme à Edmund et Henry fait le joli cœur auprès de Julia, et de Maria. Des couples se forment pour visiter le parc, auquel manquent des ruines, dit Henry et une folie, ajoute Mary. Après leur départ, Edmund demande son avis à Fanny, pour qui « Miss Crawford a toutes les vertus […] mais croit-elle que l'argent permet de tout obtenir ? ». Comme elle veut apprendre à monter, Edmund emprunte la jument de Fanny. Mary cherche à détourner Edmund de sa vocation et s'excuse avec esprit d'avoir fait attendre Fanny. Tom revient, la tête pleine d'une pièce (Serments d'amoureux) qu'il propose de reprendre, dénigrant violemment à Edmund le droit de s'y opposer. Edmund, effrayé de voir son frère décidé à inviter des inconnus à tenir les rôles non attribués, se justifie de jouer Anhalt, celui qu'aime Amélia (que joue Mary). La chute accidentelle du rideau révèle Maria et Henry qui flirtent outrageusement. Julia s'enfuit en pleurant, et Tom insiste pour faire monter sur scène une Fanny réticente en remplacement de Julia. L'arrivée inattendue de Sir Thomas fige tout le monde. Au diner, seul Edmund s'inquiète d'Antigua. Fanny se risque alors à demander si l'esclavage peut continuer de cette manière. Sir Thomas rompt le silence qui suit en reconnaissant que l'on pourrait se passer de l'esclavage, « mais sans ordre, nous sommes perdus ». Plus tard, dans le parc, il demande à Maria si elle est bien sûre de vouloir épouser Mr Rushworth. Elle se dit « honorée par son rang et sa fortune » et pleine de respect pour sa position.
Lorsque les nouveaux mariés s'en vont, Maria, en montant dans la calèche jette un coup d'œil à Henri resté à l'intérieur, qui lève en souriant son verre. Tom repart, Henry fait remarquer à Fanny que la semaine où ils répétaient la pièce, « nous étions vivants ». Il annonce à sa sœur qu'il veut faire la cour à Fanny, ce qu'elle trouve grotesque avant de reconnaître qu'il est possible « qu'un peu d'amour lui fasse du bien ». Mary continue à faire le siège d'Edmund, en jouant de la harpe pour lui. L'arrivée de William apporte de l'animation. Il offre la croix d'ambre à sa sœur qui lui confie qu'elle aime Edmund plus qu'un ami. Sir Thomas propose d'organiser un bal avant son départ pour l'anniversaire de Fanny, mais elle préfère un pique nique. Edmund offre une chaîne à Fanny pour sa croix et apprend avec ravissement que Mary lui en a aussi donnée une, mais se plaint de l'attitude méprisante qu'elle garde à propos de sa vocation. Au cours du pique-nique Mary annonce à Fanny que son frère s'intéresse à William. Fanny ouvre le bal avec Crawford, sous l'œil intéressé de Sir Thomas. Le soir, elle contemple les étoiles, Edmund vient la rejoindre et lui annonce son départ.
Maria écrit combien elle est heureuse de parader à Londres, Henry vient annoncer à Fanny que William a été promu lieutenant, et demande sa main. Elle refuse de croire à sa sincérité : « Je vous ai déjà vu à l'œuvre ». Sir Thomas l'accuse d'égoïsme et de manque de reconnaissance, mais, malgré ses larmes, elle ne fléchit pas. Henry continue à se montrer attentif, fait la lecture, promet qu'il ne l'oubliera pas. Mary, en lui faisant ses adieux, affirme qu'elle a « beaucoup plus de cœur que la majorité des gens en ce monde ». Edmund revient, ordonné, mais ne peut renoncer à Mary, car « c'est la seule femme qu'il [lui] serait agréable d'avoir pour épouse ». Il ne tente pas de convaincre Fanny d'épouser Henry, mais « tu pourrais souhaiter l'aimer, par gratitude », lui dit-il.
Les Bertram s'en vont pour trois semaines, laissant Fanny « réfléchir ». Elle tente d'écrire à Edmund, erre dans le parc. Henry arrive, lui donnant des nouvelles de Londres : Mary habite chez Maria, Tom toujours à Newmarket boit beaucoup. Il lui demande d'être son guide, mais elle refuse, car « nous avons tous nos meilleurs guides en nous ». Une nuit les Bertram rentrent, ramenant Tom sur une civière. Edmund et Lady Bertram sont soulagés que Fanny soit là, et Sir Thomas, qui repart pour Londres, lui dit : « Avec toi, je suis bénie ». Tom se remet peu à peu. 
Sir Thomas revient avec Mary, et des nouvelles catastrophiques : Maria s'est enfuie avec Crawford. Il reconnaît ses lacunes dans l'éducation de ses filles : il leur a appris les bonnes manières, pas à bien se conduire. Mary, dans une entrevue avec Edmund, ne reproche aux amants que de ne pas avoir été discrets, sous-entendant que si Henry avait épousé Fanny, « son aventure serait resté au stade d'un simple flirt » et envisageant sereinement le décès de Tom. Le rêve d'Edmund s'écroule. Mary cherche à crâner encore, mais il prend congé sans un mot de plus.
La vie reprend tout doucement. Sir Thomas refuse que sa fille revienne à Mansfield et Mrs Norris part la rejoindre. 
Les dernières scènes montrent Edmund de plus en plus attentif à Fanny, qui exulte en secret. Finalement un matin, dans le jardin, il lui avoue : « Je t'aime, j'étais aveugle pardonne-moi », et rentre avec elle dans le château sous l'œil attendri de ses parents. 
Le cortège du mariage, où on aperçoit Tom, Julia, William, s'égaye sur la pelouse où, sur la musique du générique, Fanny et Edmund dansent...une valse.

## Fiche technique
- Titre original : Mansfield Park
- Réalisation : Iain B. MacDonald
- Scénario : Maggie Wadey
- Directeur de la photographie : Nick Dance
- Montage : Melanie Oliver
- Musique originale : John E. Keane
- Chorégraphie : Jane Gibson
- Chef décorateur : Tim Hutchinson
- Création des costumes : Mick O'Neil
- Producteur : Suzan Harrison
- Production : Company Pictures er WGBH/Boston
- Durée : 94 min.
- 1re diffusion : 18 mars 2007

## Distribution

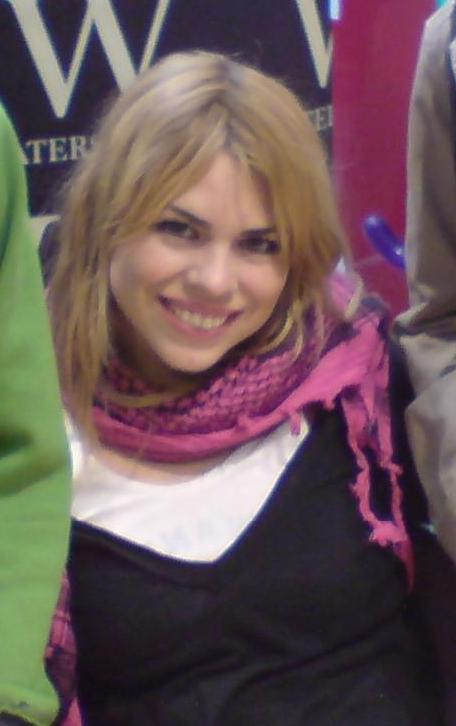
Billie Piper en octobre 2006

- Billie Piper : Fanny Price
- Blake Ritson : Edmund Bertram
- James D'Arcy : Tom Bertram
- Michelle Ryan : Maria Bertram
- Rory Kinnear : Mr Rushworth
- Catherine Steadman : Julia Bertram
- Hayley Atwell (VF : Ariane Deviègue)[2] : Mary Crawford
- Joseph Beattie : Henry Crawford
- Joseph Morgan : William Price
- Jemma Redgrave (VF : Anne Rondeleux) : Lady Bertram
- Douglas Hodge : Sir Thomas Bertram
- Maggie O'Neill : Mrs. Norris
- Julia Joyce :  Fanny enfant
- Tara Berwin : Maria jeune
- Lucy Hurst : Julia jeune
- Zachary Elliott-Hatton : Tom jeune
- Greg Sheffield : Edmund jeune
- Stephen Tomlin : Baddeley

### Voix françaises
Adaptation française : Daniel Fica
- Hélène Chanson : Maria Bertram
- Ariane Deviègue : Mary Crawford
- Nicolas Djermag
- Denis Laustriat
- Alexia Lunel : Julia Bertram
- Sarah Marot : Fanny Price
- Olivier Podesta : Edmond Bertram
- Stéphane Pouplard : Henry Crawford
- Françoise Rigal : Tante Norris
- Anne Rondeleux : Lady Bertram
- Julien Thomast : Sir Thomas Bertram

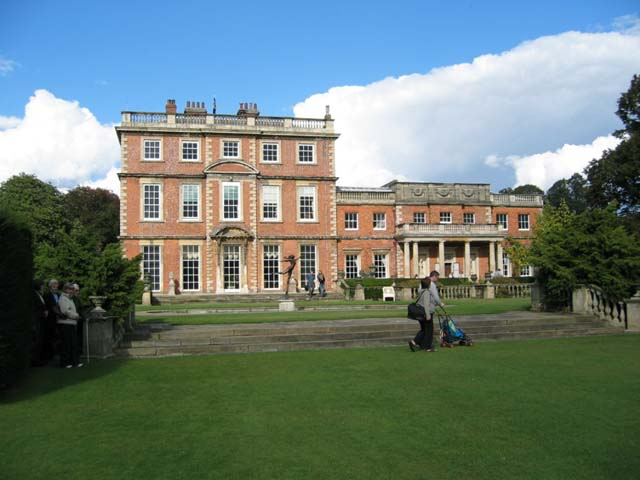
Newby Hall, construit par Christopher Wren et décoré par Robert Adam est Mansfield

- Fabrice Trojani

## Lieux de tournage
Newby Hall, Skelton on Ure, Yorkshire du Nord, Angleterre, Royaume-Uni

## Commentaires
La durée assez courte du film (95 min) peut justifier l'absence de scènes importantes du roman, une accélération et une simplification de l'intrigue.

### Les lieux manquants
Le presbytère, où devrait habiter Mrs Norris du vivant de son mari, puis la petite maison de village où elle s'installe ensuite (par économie et surtout pour ne pas avoir à héberger Fanny) n'apparaissent pas. Le problème créé par les dépenses inconsidérées de Tom qui obligent son père à trouver un titulaire pour la cure de Mansfield (qu'il pensait réserver pour Edmund) n'est pas soulevé, ni la question de savoir si les Grant et les Crawford sont des gens « fréquentables » pour les Bertram. Après leur première visite, arrivant de « nulle part », les Crawford semblent logés à Mansfield.
La visite du parc de Sotherton avec la scène symbolique du franchissement du saut-de-loup est aussi supprimée, c'est dans la propriété de Mansfield que les couples se promènent, sous le regard de Mrs Norris et Lady Bertram.
Tout l'épisode situé à Portsmouth disparaît. Fanny est laissée « en pénitence » à Mansfield, pendant trois semaines, est-il précisé, c'est la famille qui s'en va.
L'action est simplifiée et concentrée dans le domaine de Mansfield. Il y a Mansfield Park et Fanny d'une part, et le monde extérieur d'où viennent et où vont les autres : la mer (pour Sir Thomas et pour William) et Londres.

### Personnages supprimés
Comme il n'y a pas l'épisode de Portsmouth, les membres de la famille Price n'apparaissent pas, sauf William, puisqu'il est invité à Mansfield. La voix off dit juste, pendant le générique, que sa bruyante famille manque beaucoup à la jeune Fanny. En faisant disparaître cet épisode où elle souffre physiquement et moralement, le film atténue un des aspects sombres du roman, la douleur impuissante et silencieuse de Fanny, agressée par le bruit, la saleté, la mauvaise nourriture, l'absence de bonne éducation et d'affection.
Les habitants du presbytère, Mr Norris, puis le Dr Grant et sa femme, la demi-sœur des Crawford, sont absents ainsi que Mr Yates (c'est Tom qui évoque la représentation théâtrale annulée de Lovers' Vows, la pièce d'Elizabeth Inchbald, qui va être reprise à Mansfield, en dépit des efforts d'Edmund, le seul, avec Fanny, à bien réaliser ce qui est choquant dans cette entreprise).

### Traitement des personnages et des situations
Les personnages et les situations sont apparemment fidèles au roman, avec des nuances importantes au niveau de l'interprétation, cependant, car le film relève du woman's film ou Chick Lit, où l'intrigue sentimentale prend le pas sur la question sociale :
Lady Bertram est bien lymphatique et nonchalante, mais elle est observatrice, fait des remarques judicieuses et n'est pas surprise par l'affection entre Fanny et Edmund :« Fanny aime Edmund depuis qu'elle est toute petite », dit-elle à un Sir Thomas surpris, en voyant les deux jeunes gens enlacés.
La méchanceté de Tante Norris envers Fanny est très atténuée et ses remarques moins cinglantes que dans le roman. Elle est plus ennuyeuse que cruelle et les autres personnages ne tiennent pas beaucoup compte de ce qu'elle dit. 
Mary et Henry Crawford viennent de Londres, ils symbolisent l'intrusion dans Mansfield du monde extérieur où se passent les événements dangereux : les troubles dans la plantation antillaise, les batailles navales que raconte William, la maladie que rapportera Tom, la fuite de Maria avec Crawford. C'est la tante Norris qui explique en aparté à sa sœur les raisons de leur venue dans la région : leur oncle et tuteur l'Amiral Crawford vient d'installer sa maîtresse dans son domicile londonien. Ils arrivent en conquérants, discutant de la stratégie à suivre pour se faire une place dans la famille. Henry reconnaît qu'il est un acteur, qui peut « être à la fois tout et n'importe quoi », Mary a bien l'intention d'épouser l'héritier du domaine et se rabat sur Edmund uniquement parce que Tom, qui hante les champs de courses, est absent.
Le film se centrant sur les relations amoureuses des personnages, Henry ne lit pas un passage de la pièce historique Henry VIII de Shakespeare, mais un extrait de la comédie Le Marchand de Venise, (L'évocation de Troïlus et Cressida par Lorenzzo et Jessica, à la scène 1 de l'acte V)

### Fanny Price
On peut ne pas apprécier la coiffure de Billie Piper. À l'époque, seules les toutes jeunes filles et les femmes du peuple sortaient tête nue, et on ne laissait pas flotter ses cheveux. Mais cela participe de la "modernisation" du personnage. Elle agit comme dans le roman, mais ses motivations ne sont pas très claires et son comportement diffère : elle n'est ni de santé fragile, ni timide ni réservée, elle n'hésite pas à donner son avis à Edmund, ou à répondre avec humour à sa tante qui la rabroue. Elle a de bons principes, mais ne représente pas une conscience morale : elle ne refuse pas de jouer son rôle quand Tom lui demande de participer à la pièce, et elle est sur scène avec les autres quand arrive Sir Thomas.
Elle se montre imperturbable, voire entêtée, mais surtout gaie et expansive. Elle est active, fait les cent pas d'un air décidé en attendant qu'on lui ramène sa jument, joue à « attrape » en riant avec les enfants ; ses manières sont rudes et sans élégance, malgré l'éducation qu'elle est censée avoir reçue. Ce qui fait l'ambiguïté du personnage dans le roman, (son insignifiance, à ses yeux et aux yeux des autres, et sa supériorité morale) n'est pas vraiment exploité ; c'est son amour pour Edmund qui est au centre du film. Mais on peut s'étonner de voir ces deux héros-là de Jane Austen inaugurer leur vie de couple en dansant la nouvelle danse à la mode, une valse.